# Cojín

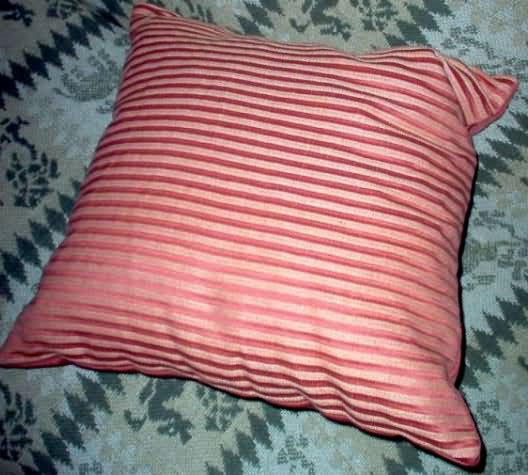
Cojín

Un cojín o almohadón es una especie de almohada cuadrada y ornamentada rellena con lana, pelo, pluma, fibra de poliéster, tejido sin tejer, o incluso papel rasgado en fragmentos.  Puede ser utilizado para sentarse o arrodillarse sobre él o amortiguar la dureza o la oblicuidad de una silla o de un sofá. Los cojínes y las mantas se pueden utilizar de forma temporal en el exterior, para evitar la dureza del suelo. Pueden ser colocados en tumbonas y ser utilizados para prevenir las molestias de la hierba húmeda y de los insectos.

## Historia

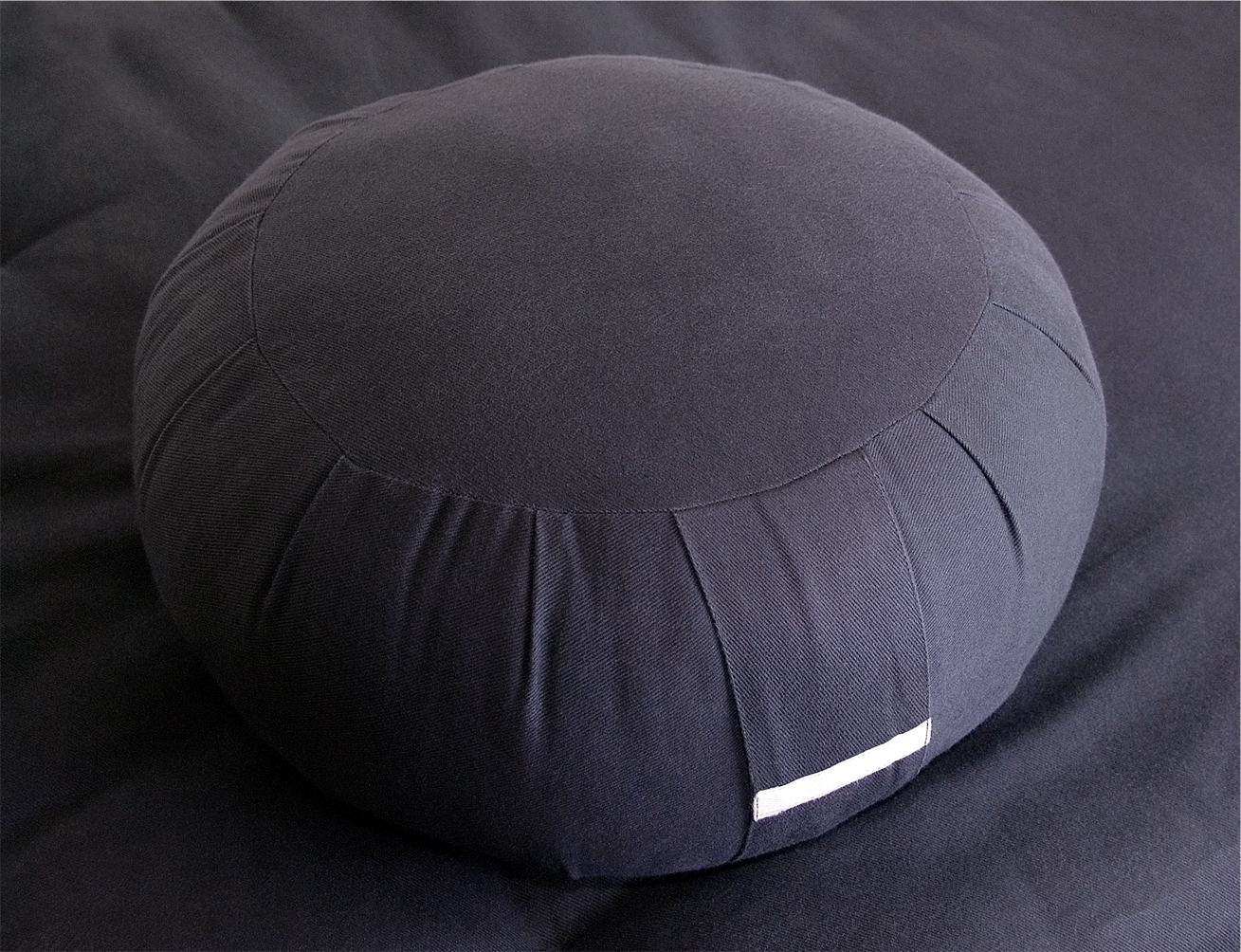
Un zafu típico

El cojín es un artículo muy antiguo de mobiliario; los inventarios del contenido de palacios y de grandes casas en la temprana Edad Media hicieron constante mención a ellos. Los cojínes eran entonces a menudo de gran tamaño, con la funda de cuero, y suficientemente firmes como para servir de asiento. Sin embargo, la tendencia de todos los muebles ha sido el empequeñecerse con el tiempo[cita requerida].
Los cojínes fueron utilizados de hecho como asientos en todos los acontecimientos en Francia y España en un período mucho más reciente, y en tiempos de Saint-Simón encontramos que en la corte española todavía fueron vistos como sustituto peculiar honorable de una silla. En Francia, el derecho de arrodillarse sobre un cojín en iglesia detrás del rey fue celosamente guardado y terminantemente regulado, como aprendemos otra vez de Saint-Simón[cita requerida]. Este tipo de cojín fue llamado carreau o cuadrado. 
Cuando los asientos eran groseros y duros, los cojínes pudieron ser una necesidad; ahora son uno de los lujos de menor importancia de la vida cotidiana.
Se dice que el primer cojín de la historia lo utilizó el Buda Gautama hace 2500 años. Este tipo de cojines se denomina Zafu (‘Za’ significa asiento y ‘fu’ espadaña). Es decir, sería un cojín para sentarse relleno de esa planta acuática.